# Chelativorans
Chelativorans ist eine Gattung von Bakterien. Die Arten kommen u. a. im Boden und Klärschlamm vor. Einige könnten für den Abbau von EDTA (Ethylendiamintetraessigsäure) genutzt werden.

## Eigenschaften
Die Zellen sind stäbchenförmig. Sporen werden nicht gebildet. Sie sind nicht beweglich, Flagellen sind nicht vorhanden.

## Stoffwechsel und Wachstum
Die Arten sind streng aerob (auf Sauerstoff angewiesen) und der Stoffwechselweg ist die Atmung. Bei den Chinonen der Atmungskette handelt es sich überwiegend um Ubichinon-10.

Strukturformel von Ubichinon-10

Oxidase- und Katalasetest verlaufen positiv. Die optimalen pH-Werte und Temperaturen für das Wachstum liegen je nach Art zwischen 6,5–7,5 und 25–35 °C. Chelativorans composti benötigt höhere Temperaturen für optimales Wachstum (50 °C), toleriert werden Temperaturen zwischen 20 und 60 °C. Auch die Art C. intermedius toleriert Temperaturen bis zu 60 °C, optimale Temperatur für Wachstum liegt bei 30 °C.

## Etymologie
Der Name Chelativorans deutet auf die Fähigkeit hin, Metallchelate verwerten zu können (lat. vorans, verschlingend). Die zuerst beschriebenen Arten Chelativorans multitrophicus und Chelativorans oligotrophicus können Chelatverbindungen von Ethylendiamintetraessigsäure (EDTA) abbauen.

## Systematik
Die Gattung Chelativorans wurde 2010 mit der Art Chelativorans multitrophicus von Nina V. Doronina und Mitarbeitern eingeführt. Sie zählt zu der Familie Phyllobacteriaceae, welche zu der Ordnung Hyphomicrobiales der Proteobacteria gestellt wird. Chelativorans composti wurde früher als Thermovum composti beschrieben, aber auf der Grundlage der 16S rRNA-Gensequenz und chemotaxonomischen Merkmalen in die Gattung Chelativorans gestellt.
Bei einigen Stämmen wurden DNA-Sequenzierungen durchgeführt. So sind vollständige Genomsequenzen z. B. für die Typstämme von Chelativorans  multitrophicus DSM 9103T, C. oligotrophicus LPM-4T und den vorgeschlagenen Typstamm von C. xinjiangense IM93T verfügbar (Stand 2021).
Der Stamm der Erstbeschreibung von C. oligotrophicus wurde 2022 aufgrund von genetischen Untersuchungen zu der Art Chelativorans multitrophicus gestellt.
Es folgt eine Liste einiger Arten:
- Chelativorans alearense Meng et al. 2021
- Chelativorans composti (Yabe et al. 2012) Kämpfer et al. 2015
- Chelativorans intermedius Kämpfer et al. 2015
- Chelativorans multitrophicus Doronina et al. 2010
- Chelativorans petroleitrophicus Yu et al. 2023
- Chelativorans xinjiangense Meng et al. 2021

Die Arten Chelativorans alearense Meng et al. 2021 und Chelativorans xinjiangense Meng et al. 2021 sind noch nicht gänzlich anerkannt (Stand 16. Oktober 2023).

## Ökologie
Chelativorans-Arten kommen häufig in Biotopen vor, die reich an organischen Nährstoffen sind, wie z. B. im Bereich von Pflanzenwurzeln (Rhizosphäre), reifer Kompost und Klärschlamm. Untersuchungen des Genoms weisen darauf hin, dass sie Stoffe wie Bacteriocine, Terpene und Ectoine produzieren können. Solche Stoffe sind für das Pflanzenwachstum von Vorteil. Arten von Chelativorans scheinen auch für die Kultivierung von Pilzen wie Champignons von Bedeutung zu sein.
Die 2015 beschriebene Art Chelativorans intermedius wurde aus einer heißen Quelle auf der Vulkaninsel Green Island isoliert. Die Wassertemperatur lag bei 55 °C. Ein zweiter Stamm der Art, A1392, wurde aus der heißen Quelle Guhai im Kreis Jimsar in der chinesischen Provinz Xinjiang isoliert. Auch die Erstbeschreibung von Chelativorans xinjiangense stammt aus Xinjiang. Das Bakterium wurde aus der Rhizosphere der Pflanze Alhagi sparsifolia, eine Art der Hülsenfrüchtler (Fabaceae), isoliert.
Der zuerst beschriebene Stamm von Chelativorans oligotrophicus stammt aus Klärschlammproben von Pushchino, Russland. Chelatovorans multitrophicus wurde aus Bodenproben und Klärschlamm isoliert.
Ein Stamm von Chelatovorans wurde aus ölverschmutzten Wüstenböden in Kuwait isoliert. Das Bakterium ist in der Lage, Rohöl als Wachstumssubstanz zu nutzen. Auch Chelativorans petroleitrophicus ist ein Paraffinöl abbauendes Bakterium.

## Mögliche Nutzung
Chelativorans multitrophicus und Chelativorans oligotrophicus könnten dazu eingesetzt werden, Chelatverbindungen von Ethylendiamintetraessigsäure (EDTA) abzubauen. EDTA zählt zu Aminopolycarbonsäuren, die stabile, wasserlösliche
chemische Komplexe mit verschiedenen Metallionen bilden können. EDTA wird industriell vielfältig genutzt. Der Stoff ist schwierig abzubauen und in Verbindung mit toxischen Metallen und Schwermetallverbindungen kann EDTA auch toxisch wirken. Ähnliche Möglichkeiten ergeben sich mit dem Bakterium Chelatococcus asaccharovorans (zur gleichen Ordnung wie Chelativorans zählend) und einigen anderen Arten.
Die Art Chelativorans petroleitrophicus kann Paraffinöl abbauen. Chelativorans petroleitrophicus scheint eine Rolle beim natürlichen Abbau von Öl-haltigen Schadstoffen zu spielen und könnte für die Bioremediation von ölverschmutzten Umgebungen eingesetzt werden.